# Habra securifera
Habra securifera är en insektsart som beskrevs av Brunner von Wattenwyl 1891. Habra securifera ingår i släktet Habra och familjen vårtbitare. Inga underarter finns listade i Catalogue of Life.